# ابنة السفير
ابنة السفير هو مسلسل دراما ملحمية ورومانسية تركي من بطولة إنجين أكيوريك، ونسليهان أتاغول التي غادرت المسلسل بسبب متلازمة تسرب الأمعاء بعد مشاركتها لـ 36 حلقة واستبدالها بتوبا بويوكستون التي تمثل دور مافي، بدأ عرضه في 16 ديسمبر 2019، وانتهى في 11 مايو 2021.

## القصة
سنجار الشاب الريفي الفقير وناره ابنة السفير التركي الثري، أحبّوا بعضهما البعض بجنون منذ الصغر، لكن والد ناره عارض علاقتهما بسبب الفروق الحياتية بينهما. فقررا الفرار والزواج سراً. شك سنجار في الليلة التي تلت زفافه أن ناره قد خانته ولا يصدق كلماتها، فأخرجها من كوخهما. فترمي ناره بنفسها من على حافة الهاوية وتصاب بجروح خطيرة. وتختفي بعد ذلك، فأصبحت قصتهما ملحمة يعرفها كل سكان موغلا وهي قرية سنجار. وفي بال سنجار أن ناره تركته بسهولة وخانته، لكن ظنه كان خاطئ، فتلك المرأة تعرضت للاغتصاب من قبل أخاها بالتبني المدعو بأكين في عيدها الثامن عشر، وبعد سنوات، عادت ناره إلى حياة سنجار ومعها طفلتها ملاك ابنة سنجار. حيث تظهر في الوقت الذي يخطط فيه سنجار للزواج لإرضاء أمه، وتقرر ناره بدء حياة جديدة، وفي حين أن سنجار لم يستطع تصديقها لتعرضه للخداع من قبلها لكن في داخله ما زال حبها موجود، ويوجد أيضا غديز صديق سانجار وشريكه ويصبح صديق ناره ويبقى بجانبها ويساندها ويصدقها دون أي مقابل أو اشتراطات ليبدأ هو الآخر بحبه المأساوي لحبيبة صديقه في الخفاء ومحاولاته لتناسي مشاعره تجاهها وتستمر ناره بحبها لسانجار رغم كل المصاعب والأذى الذي لحق بها منه.

## طاقم العمل

### الشخصيات الرئيسية
| الممثل               | الدور            | الحلقة |
| -------------------- | ---------------- | ------ |
| انجين أكيوريك        | سانجار افه أوغلو | 1-52   |
| توبا بيوكستون        | ماڤي افة         | 37-52  |
| بيرين جنتش ألب       | ملاك افه أوغلو   | 1-52   |
| غونجا جيلاسون        | هاليسه افه أوغلو | 1-52   |
| دوغكان بولات         | يحيى افه أوغلو   | 1-52   |
| هيفدا زيزان ألب      | إلفان افه أوغلو  | 1-52   |
| جمره أوكتام          | زهراء افه أوغلو  | 1-52   |
| أديب تبلي            | كاوروك عمر       | 1-52   |
| ايردال كوشوك كومورجو | غوفان شلبي       | 1-52   |
| يامور باسكورت        | جولسيه جاندار    | 1-52   |
| سامي أكسو            | نجدت يلماز       | 1-52   |
| إليدا ألدر           | دودو جاندار      | 3-52   |
| شفق باش كايا         | سيدات            | 42-52  |

### انتهى دورهم
| الممثل                   | الدور           | الحلقة |
| ------------------------ | --------------- | ------ |
| أراس أيدن                | تورغوت          | 6-7    |
| ميليس بيركان             | جانان           | 6-7    |
| ايرهان ألباي             | أكين بايدار     | 1-26   |
| فرقان أكسوي              | لقمان           | 7-29   |
| دينيز أيشين              | صحراء           | 27-34  |
| تولين يازكان             | منكشه يلماز     | 1-35   |
| نيلوفر كيليج أرسلان      | عتيقة يلماز     | 1-35   |
| زرين سومار               | فريدة افه أوغلو | 1-36   |
| نسليهان أتاغول           | ناره شلبي       | 1-36   |
| أوراز كايجلار أوغلو      | غديز ايشيكلي    | 1-37   |
| بولنت شاكراك             | كهرمان          | 12-40  |
| جوزده شيغاجي             | جيلان           | 17-40  |
| أوزلام شاكار يالتشن كايا | رفيقة ايشيكلي   | 1-41   |
| إسراء كزل دوغان          | موغي ايشيكلي    | 1-46   |
| فريد أكتوغ               | بورا            | 39-49  |

## موعد العرض
| الموسم   | يوم ووقت العرض | بداية الموسم   | نهاية الموسم  | عدد الحلقات              | القناة     |
| -------- | -------------- | -------------- | ------------- | ------------------------ | ---------- |
| الموسم 1 | الاثنين 20.00  | 16 ديسمبر 2019 | 22 يونيو 2020 | 17 52 (النسخة المدبلجة)  | ستار تي في |
| الموسم 2 | الاثنين 20.00  | 7 سبتمبر 2020  | 11 مايو 2021  | 35 105 (النسخة المدبلجة) | ستار تي في |